# Arturo García Yale
Arturo García Yale (Santa Cruz de la Sierra, 14 maggio 1965) è un ex calciatore boliviano, di ruolo attaccante.

## Biografia
È nato da Enrique García Pérez e Raquel Yale.

## Caratteristiche tecniche
Attaccante mancino, giocava sulla fascia sinistra; inizialmente era un centravanti, ma nel prosieguo della sua carriera si spostò nel ruolo di ala, poiché all'Oriente Petrolero il posto di attaccante centrale fu occupato da Víctor Antelo. I suoi compiti non si limitavano alla fase offensiva: doveva infatti occuparsi, in fase di non possesso, della marcatura del terzino destro della squadra avversaria.

## Carriera

### Club
García debuttò in massima serie boliviana nel campionato 1983. Alla sua prima stagione segnò 15 gol in campionato, giocando da centravanti e segnalandosi per la propria abilità nel finalizzare. A causa delle cinque ammonizioni ricevute, saltò il primo incontro della stagione 1984 contro il Blooming: Antelo occupò la posizione di centrattacco e segnò una tripletta. Ciò persuase il tecnico Eduardo Guillarte a spostare García, in occasione del campionato 1985, nel ruolo di ala sinistra. Aiutato su quella fascia dal brasiliano Célio Alves, centrocampista, García si affermò in tale veste, completando con Antelo e Ramírez il trio offensivo dell'Oriente Petrolero. Con l'Oriente giocò da titolare per svariate stagioni, superando le 200 presenze in LFPB. Nel 1991 passò all'Orcobol, con cui disputò un campionato; nel 1992 risaltò nel Wilstermann allorché, a fronte di 28 presenze, andò a segno per 21 volte. Passato al The Strongest, vinse il titolo all'esordio con la nuova maglia, piazzandosi al secondo posto in classifica marcatori con 15 gol dietro ad Antelo (20). Nel 1995 firmò per il San José: rimase ai margini della squadra, ma riuscì a realizzare un gol nella finale di ritorno del 7 agosto contro il Guabirá di Montero. Nel 1996 tornò a Cochabamba, al Wilstermann, per poi giocare la Copa Simón Bolívar con il Blooming. Durante tale stagione ebbe un infortunio al ginocchio. Nel 1997 giocò per il Real Santa Cruz, nella sua città natale; dopo il campionato del mondo 1998 si trasferì in Arabia Saudita. Nel 1999 tornò in patria, ove chiuse la carriera.

### Nazionale
Nel 1989 venne incluso nella lista per la Copa América. Debuttò nella competizione il 4 luglio a Goiânia contro l'Uruguay, giocando l'intera gara. Tornò in campo il 6 luglio con l'Ecuador, uscendo al 68º minuto per lasciar spazio a Sánchez.

## Palmarès

### Club

#### Competizioni nazionali
- Campionato boliviano: 3

Oriente Petrolero: 1990
The Strongest: 1993
San José: 1995